# دیو اسکندریه
دیو اسکندریه (به انگلیسی: Dio of Alexandria) یک فیلسوف شک‌گرای آکادمیک و دوست آنتیوخوس اسکالنی بود که در قرن اول پیش از میلاد می‌زیست. دیو علاوه بر این‌که یک شک‌گرای آکادمیک بود، به خدایان و تیتانهای یونانی معتقد بود و به‌طور خاص شخصیت کرونوس را می‌پرستید. او توسط همشهریانش به‌عنوان سفیر به رم فرستاده شد و در رأس هیئتی متشکل از صد شهروند از رفتار پادشاه خود بطلمیوس دوازدهم شکایت کرد. او در سال ۵۷ پیش از میلاد در رم توسط مأموران مخفی پادشاه مسموم شد و سوءظن قتل او به گردن مارکوس کائلیوس افتاد. پرو کائلیوس دفاعی از کائلیوس در آوریل ۵۶ پیش از میلاد است، که یکی از بزرگ‌ترین سخنرانی‌های سیسرون و در واقع روم به حساب می‌آید. برادر او کشتی‌گیر توپسیوس است.